# Oh! (Linea 77)
Oh! è il settimo album in studio del gruppo musicale italiano Linea 77, pubblicato il 17 febbraio 2015 dalla INRI.

## Antefatti
Il 4 ottobre 2013 i Linea 77 hanno annunciato l'inizio delle registrazioni di un EP intitolato C'eravamo tanto armati e previsto originariamente nel mese di gennaio 2014. Ad anticiparne la pubblicazione sono stati i due singoli L'involuzione della specie e Io sapere poco leggere, entrambi resi disponibili per il download digitale.
Tuttavia il 24 marzo 2014 il gruppo ha annunciato la cancellazione dell'EP, a causa di danni irreparabili agli hard disk contenenti il premaster dello stesso. Nonostante ciò, gli stessi hanno rivelato di essere tornati al lavoro su nuovi brani che sarebbero stati inclusi in un nuovo album in studio. Il processo di registrazione e produzione si è concluso il 17 dicembre 2014, data nel quale il gruppo ha rivelato sia il titolo dell'album che la data di pubblicazione.
L'11 febbraio 2015 l'album è stato reso interamente disponibile per l'ascolto attraverso il sito Rockit per un periodo limitato.

## Concezione
Oh! accantona gran parte delle sperimentazioni elettroniche affrontate nel precedente EP La speranza è una trappola (Part 1), mostrando un ritorno alle sonorità dei primi lavori del gruppo. Riguardo a questo, gli stessi Linea 77 hanno spiegato:
Tra i dieci brani contenuti nell'album, oltre ai sopracitati singoli Io sapere poco leggere e L'involuzione della specie, sono presenti Divide et impera e Caos, realizzati rispettivamente in duetto con il rapper Enigma e con Sabino dei Titor, e una reinterpretazione del brano Non esistere dei Fluxus, realizzato con la partecipazione del frontman di tale gruppo, Franz Goria.

## Promozione
Il primo singolo volto ad anticipare l'album è stato il brano d'apertura Presentat-arm!, reso disponibile per il download digitale a partire dal 13 gennaio 2015. Ad esso ha fatto seguito il relativo videoclip, definito dai Linea 77 un "non-video", atto a promuovere un contest lanciato dal gruppo stesso.
Il 10 marzo 2015 è stato invece pubblicato il videoclip del brano Absente reo, diretto da Davide Pavanello. Anch'esso è stato realizzato con lo scopo di promuovere un secondo contest, il cui premio consistere nella possibilità di andare in tour con il gruppo per un weekend. Il 30 ottobre dello stesso anno è stato presentato in anteprima sul sito Rockit il videoclip di Divide et impera.

## Tracce
1. Presentat-arm! – 4:13
2. Luce – 3:22
3. Divide et impera (feat. Enigma) – 3:49
4. Absente reo – 3:54
5. Io sapere poco leggere – 3:53
6. Caos (feat. Sabino (Titor)) – 3:34
7. Come stanno veramente le cose – 3:04
8. L'involuzione della specie – 4:04
9. Zero – 3:14
10. Non esistere (feat. Franz Goria) – 4:09 – originariamente interpretata dai Fluxus

## Formazione
Gruppo
- Nitto – voce
- Dade – voce
- Chinaski – chitarra
- Paolo – chitarra
- Maggio – basso
- Tozzo – batteria

Altri musicisti
- Enigma – voce aggiuntiva (traccia 3)
- Sabino – voce aggiuntiva (traccia 6)
- Franz Goria – voce e chitarra aggiuntive (traccia 10)

Produzione
- Davide Pavanello – produzione
- Gianni Condina – registrazione, missaggio
- Mika Jussila – mastering

## Classifiche
| Classifica (2015) | Posizione massima |
| ----------------- | ----------------- |
| Italia            | 94                |